# Rhododendron 'Golden Eagle'
Rhododendron 'Golden Eagle' — сорт зимостойких листопадных рододендронов. 
Гибрид Rhododendron calendulaceum.

## Биологическое описание
Листопадный кустарник, в возрасте 10 лет высота около 180 см, ширина около 160 см.
Листья до 10 см длиной, 5—8,8 см шириной, ярко-зелёные, блестящие.
Соцветия расположены на концах ветвей, несут 6—12 цветков.
Цветки воронкообразные, светло-красновато-оранжевые, диаметр около 60 мм. 

## В культуре
Выдерживает понижения температуры до −32 °С. 